# Hendrik Wagenvoort
Hendrik Wagenvoort (Minnertsga, 23 augustus 1886 – Utrecht, 15 januari 1976) was een Nederlands latinist, hoogleraar te Groningen en Utrecht. Hij heeft veel onderzoek gedaan op het gebied van de Romeinse religie.
Hendrik werd geboren als zoon van onderwijzer Harmanus Wagenvoort en Benjamina Witzand in Minnertsga.  Toen hij 2 jaar oud was, verhuisde het gezin naar Utrecht. 
Wagenvoort begon zijn studie klassieke talen te Utrecht in 1904 en promoveerde daar in 1911 op Horatius' Oden. Daarna studeerde hij een half jaar in Göttingen bij de beroemde classici Friedrich Leo, Jakob Wackernagel en Paul Wendland. Terug in Nederland werd hij leraar te Arnhem. Daarna was hij van 1919 to 1924 leraar in Den Haag. In 1924 werd hij benoemd tot hoogleraar Latijn te Groningen als opvolger van Jacobus van Wageningen; in 1930 werd hij te Utrecht benoemd als opvolger van zijn leermeester P.H. Damsté. Men kan zeggen dat met zijn aantreden de focus verlegd werd van de traditioneel filologische benadering van klassieke (Latijnse) teksten naar een meer cultureel-antropologische benadering. Wagenvoort begeleidde in Utrecht 36 promovendi, onder wie Gilles Quispel en Ida Gerhardt. In 1956, op 70-jarige leeftijd, ging hij met emeritaat. Wagenvoort is lid geweest van het Curatorium van de Thesaurus Linguae Latinae.
Zijn hele leven door heeft Wagenvoort talloze maatschappelijke functies buiten de universiteit bekleed, onder andere als bestuurslid van het Utrechtse Diaconessenhuis, de Utrechtse Openbare Leeszaal en de Utrechtse Volksuniversiteit. Hij was voorzitter van het Nederlands Genootschap van Godsdiensthistorici, en van 1951-1960 was hij president van het ZWO. Hij was lid van zowel de Koninklijke Nederlandse Akademie van Wetenschappen als van de Koninklijke Vlaamse Academie van België voor Wetenschappen en Kunsten, alsmede eredoctor van de Universiteit van Gent. Wagenvoort was commandeur in de Orde van Oranje-Nassau.

## Publicaties
- 1911 De Horatii quae dicuntur odis Romanis. Dissertatie Rijksuniversiteit Utrecht.
- 1917 Seneca, Brieven aan Lucilius. Schoolboek, bevattende een selectie uit Seneca's Brieven aan Lucilius. (Vele herdrukken.)
- 1918 Seneca's Phaedra. Deel: I: inleiding en aantekeningen, deel II: Nederlandse vertaling.
- 1924 Pietas. Inaugurele rede bij zijn aantreden als Hoogleraar te Groningen.
- 1927 Varia Vita. Zeer origineel 'schoolboek' met als ondertitel: Schets van de geestelijke stromingen in Rom een Italië van omstreeks 200 vóór tot 200 na Chr. Bevat onder andere hoofdstukken over de Romeinse religie, Oosterse Mysteriën, de Stoa en andere filosofische stromingen, het tijdperk van Augustus, en het Monotheïsme. Daarnaast bevat het boek een selectie Latijnse teksten die de betreffende onderwerpen illustreren. De aanvankelijke werktitel van dit boek luidde: Geestelijke stroomingen in den Keizertijd. (Vele herdrukken.)
- 1929 Vergils Vierte Ekloge und das Sidus lulium.
- 1930 Pax Augusta. Gedachten over Wereldvrede in het Augusteïsch Tijdvak. Inaugurele Rede bij zijn aantreden als hoogleeraar te Utrecht[5].
- 1931 Augustus. Schets van zijn persoonlijkheid in de omgeving van zijn tijd.
- 1936 Seneca: Divi Claudii Apocolocyntosis. Bevat tekst en vertaling. Uitgave van Hermeneus, maandblad voor de antieke cultuur. Deze 'Hermeneus-serie' was bedoeld als een aanzet tot een Nederlandse pendant van de Budé-, en Loeb-uitgaven.
- 1941 Imperium. Studiën over het "mana"-begrip in zede en taal der Romeinen. Bevat: 1). Contactus. 2). Imperium. 3). Numen, Novensiles en Indigetes. 4). Gravitas e Maiestas. 5). Contagio. 6). Vis Genitalis. Engelse vertaling: Roman dynamism: studies in ancient Roman thought, language and custom. Bevat een voorwoord van H.J. Rose. (1947)
- 1944  Muziek der spheren. Bloemlezing van de schoonste gedichten uit de wereldpoëzie: De Oudheid.
- 1949 Gistende cultuur. Cicero.
- 1956 Studies in Roman Literature, Culture and Religion. Door zijn leerlingen aan hem aangeboden bundel bij zijn afscheid als hoogleraar te Utrecht, bevattende: Virgil's fourth Eclogue and the Sidus Iulium; Ludus poeticus; Princeps; Horace and Virgil; "Rebirth" in profane antique Literature; Caerimonia; Orcus; The Crime of Fratricide; The Origin of the Ludi Saeculares; Virgil's eclogues I and IX; Isles of the Blessed and Insula Tiberina; Parentatio in honour of Romulus.
- 1956 Alma Mater. Afscheidsrede uitgesproken bij het neerleggen van zijn ambt als hoogleraar in Utrecht.
- 1966 Inspiratie door bijen in de droom. Over bijen in de oudheid.
- 1980 Pietas: Selected studies in Roman religion. Postuum uitgegeven bundel die een aantal (in het Engels vertaalde) artikelen van Wagenvoort bevat: Pietas; Diva Angerona; Profanus, profanare; Gravitas and Majestas; Felicitas imperatoria; Cupid and Psyche; The Golden Bough; The Goddess Ceres and her Roman Mysteries; On the Magical Significance of the Tail; The Origin of the Goddess Venus; Orare, precari; Augustus and Vesta; Characteristi traits of the Ancient Roman Religion.